# Claire Whitney
Claire Whitney (New York, 6 maggio 1890 – Los Angeles, 27 agosto 1969) è stata un'attrice statunitense del cinema muto.

## Biografia
Attrice di cinema e di teatro, Claire Whitney apparve nella sua carriera in oltre un centinaio di pellicole girate tra il 1912 e il 1949. Esordì sullo schermo in The Paralytic, un corto prodotto dalla piccola compagnia indipendente Solax Film Company, attiva dal 1910 al 1916 per cui girò i suoi primi film. Nel 1913, protagonista di The Star of India, lavorò con il regista francese Herbert Blaché. Lasciato il cinema per qualche tempo all'inizio degli anni venti, ritornò a recitare nel 1926, con fugaci apparizioni sullo schermo. All'avvento del sonoro, la sua carriera si ridusse a brevi partecipazioni in ruoli di contorno o in parti di comparsa fino al suo ultimo film, uscito nel 1949.
Claire Whitney si sposò con l'attore Robert Emmett Keane.
Morì il 27 agosto 1969 all'età di settant'anni. Venne sepolta al Forest Lawn Memorial Park (Hollywood Hills) di Los Angeles.

## Filmografia
La filmografia - basata su IMDb - è completa.
- The Paralytic (1912)
- The Closed Door, regia di Harry Solter (1913)
- The Rogues of Paris, regia di Alice Guy - cortometraggio (1913)
- The Star of India, regia di Herbert Blaché (1913)
- Ben Bolt, regia di Howell Hansel (1913)
- Shadows of the Moulin Rouge, regia di Alice Guy (1913)
- Beneath the Czar, regia di Alice Guy (1914)
- The Dream Woman, regia di Alice Guy (1914)
- Fighting Death, regia di Herbert Blaché (1914)
- A Fight for Freedom; Or, Exiled to Siberia
- The Million Dollar Robbery, regia di Herbert Blaché (1914)
- The Woman of Mystery, regia di Alice Guy (1914)
- The Lure, regia di Alice Guy (1914)
- Life's Shop Window, regia di J. Gordon Edwards (1914)
- The Burglar and the Lady, regia di Herbert Blaché (1914)
- The Walls of Jericho, regia di Lloyd B. Carleton e James K. Hackett (1914)
- The Idler, regia di Lloyd B. Carleton (1914)
- The Girl I Left Behind Me, regia di Lloyd B. Carleton (1915)
- The Nigger, regia di Edgar Lewis (1915)
- The Plunderer, regia di Edgar Lewis (1915)
- Should a Mother Tell, regia di J. Gordon Edwards (1915)
- The Song of Hate, regia di J. Gordon Edwards (1915)
- Blindness of Devotion, regia di J. Gordon Edwards (1915)
- The Galley Slave, regia di J. Gordon Edwards (1915)
- The Mysterious Bride - cortometraggio (1915)
- The Ruling Passion, regia di James C. McKay (1916)
- A Wife's Sacrifice, regia di J. Gordon Edwards (1916)
- The Spider and the Fly, regia di J. Gordon Edwards (1916)
- East Lynne, regia di Bertram Bracken (1916)
- Under Two Flags, regia di J. Gordon Edwards (1916)
- Sporting Blood, regia di Bertram Bracken (1916)
- The Straight Way, regia di Will S. Davis (1916)
- Jealousy, regia di Will S. Davis (1916)
- The Victim
- The New York Peacock , regia di Kenean Buel (1917)
- Tangled Lives, regia di J. Gordon Edwards (1917)
- Heart and Soul
- Camille, regia di J. Gordon Edwards (1917)
- Thou Shalt Not Steal, regia di William Nigh (1917)
- Shirley Kaye, regia di Joseph Kaufman (1917)
- When False Tongues Speak, regia di Carl Harbaugh (1917)
- Suicidio morale (Moral Suicide), regia di Ivan Abramson (1918)
- Ruling Passions, regia di Abraham S. Schomer (1918)
- Kaiser's Finish, regia di Jack Harvey e Cliff Saum (1918)
- The Man Who Stayed at Home, regia di Herbert Blaché (1919)
- The Career of Katherine Bush, regia di Roy William Neill (1919)
- The Isle of Conquest, regia di Edward José (1919)
- You Never Know Your Luck
- The Chamber Mystery
- Mothers of Men, regia di Edward José (1920)
- Why Women Sin
- A Common Level
- Love, Honor and Obey
- The Passionate Pilgrim, regia di Robert G. Vignola (1921)
- Fine Feathers, regia di Fred Sittenham (1921)
- The Leech
- The Great Gatsby, regia di Herbert Brenon (1926)
- Innocent Love
- Gossip, regia di Bryan Foy (1929)
- L'uomo d'acciaio (Iron Man), regia di Tod Browning (1931)
- Io amo (A Free Soul), regia di Clarence Brown (1931)
- Enlighten Thy Daughter
- Cuori incatenati (Way Down East), regia di Henry King (1935)
- L'ultima recita
- Red Barry
- Tragica attesa
- Donna dimenticata
- Sono colpevole
- Vigilia d'amore
- L'usurpatore
- Chip of the Flying U, regia di Ralph Staub (1939)
- Laugh It Off, regia di Howard Bretherton (1931)
- Charlie McCarthy, Detective
- La casa dei sette camini (The House of the Seven Gables), regia di Joe May (1940)
- Allegri naviganti
- Mob Town
- Frisco Lil
- Sabotatori (Saboteur), regia di Alfred Hitchcock (1942)
- Le stranezze di Jane Palmer
- There's One Born Every Minute
- The Silver Bullet
- Rivalità
- Behind the Eight Ball
- Mister Big, regia di Charles Lamont (1943)
- False Faces
- Get Going
- So's Your Uncle
- Fior di neve
- Eravamo tanto felici
- La donna della città
- Hat Check Honey
- Moon Over Las Vegas
- Ladies of Washington
- The Mummy's Ghost
- La carovana dei ribelli
- She Gets Her Man
- I difensori della legge (Under Western Skies), regia di Jean Yarbrough (1945)
- Dinamite bionda
- A Guy, a Gal and a Pal
- G.I. Honeymoon
- Due marinai e una ragazza (canta che ti passa)
- Smooth as Silk
- The Haunted Mine
- She Wrote the Book
- Kilroy Was Here
- Tre figli in gamba
- Dangerous Years
- Rocky
- Oklahoma Badlands
- California Firebrand
- Cowboy Cavalier
- L'ultima sfida (The Babe Ruth Story), regia di Roy Del Ruth (1948)
- The Strange Mrs. Crane
- La fossa dei serpenti
- Orchidea bionda
- An Old-Fashioned Girl
- Frontier Investigator
- Roaring Westward
- Ho incontrato l'amore

### Film o documentari dove appare Claire Whitney
- The Woman with the Hungry Eyes, regia di Hugh Munro Neely - documentario, filmati di repertorio (2006)

## Spettacoli teatrali
- The Net (Broadway, 19 febbraio 1919)
- An Innocent Idea (Broadway, 25 maggio 1920)
- Page Pygmalion (Broadway, 3 agosto 1932)
- Broadway Interlude (Broadway 19 aprile 1934)